# Bombardement de Cherbourg
Seconde Guerre mondiale (Opération Overlord)
Batailles
Opérations de débarquement (Neptune)
- Tonga (Deadstick, Batterie de Merville)
- Albany (Chicago, Manoir de Brécourt)
- Boston (Detroit)
- Utah Beach
- Omaha Beach (Pointe du Hoc)
- Gold Beach
- Juno Beach
- Sword Beach

Secteur anglo-canadien
- Caen
- Authie
- Perch (Villers-Bocage)
- Putot
- Bretteville-l'Orgueilleuse
- Norrey
- Mesnil-Patry
- Martlet
- Epsom
- Windsor
- Charnwood
- Jupiter
- Atlantic
- Goodwood
- Crête de Verrières
- Spring
- Bluecoat
- Totalize
- Tractable

Secteur américain
- Carentan
- Cotentin
- Cherbourg (Bombardement)
- Bataille des Haies (Elle, Saint-Lô, La Haye-du-Puits)
- Cobra
- Mortain

Fin de la bataille de Normandie et libération de l'Ouest
- Rennes
- Saint-Malo
- Brest
- Poche de Falaise
- Chambois
- Paris

Mémoire et commémorations
- Cimetières militaires de la bataille de Normandie
- Commémorations du 70e anniversaire
- Projet UNESCO de classement des plages

Le bombardement de Cherbourg a eu lieu le 25 juin 1944, pendant la Seconde Guerre mondiale, lorsque des navires de la marine américaine et de la Royal Navy britannique ont attaqué les fortifications allemandes dans et autour de la ville et du port militaire de Cherbourg, tirant en soutien des unités de l'armée américaine qui étaient engagées dans la bataille de Cherbourg. Ce faisant, les forces navales alliées se sont engagées dans une série de duels avec les batteries côtières et ont fourni un soutien rapproché à l'infanterie qui luttait pour prendre le contrôle de la ville. Le bombardement devait initialement durer deux heures mais il a été prolongé d'une heure pour soutenir les unités de l'armée de terre qui tentaient de pénétrer dans les rues de Cherbourg. Après le bombardement, la résistance allemande a duré jusqu'au 29 juin, date à laquelle le port a finalement été capturé par les Alliés. Par la suite, la tâche consistant à nettoyer le port pour qu'il puisse être utilisé a duré plusieurs semaines.
Lorsque les Alliés ont réussi à sécuriser une tête de pont après le débarquement de Normandie, les Allemands ont adopté une stratégie consistant à refouler les forces alliées en Normandie et à leur refuser le contrôle de Cherbourg, le principal port à proximité des plages pour les priver de tout approvisionnement. À la mi-juin, l'infanterie américaine avait coupé la péninsule du Cotentin, mais son avance s'était arrêtée et les Allemands commencèrent à démolir les installations du port. En réponse, les Alliés renouvelèrent leurs efforts pour s'emparer de la ville, et le 20 juin, trois divisions d'infanterie sous les ordres du général Joseph Lawton Collins avaient avancé à moins de deux kilomètres des lignes allemandes défendant Cherbourg. Deux jours plus tard, l'assaut général commença et le 25 juin, une importante force opérationnelle navale entreprit un bombardement concentré de la ville pour aider à neutraliser la menace de l'artillerie côtière allemande et pour fournir un soutien à l'infanterie d'assaut.
La force d'intervention a été divisée en deux groupes, chacun composé de divers navires de guerre, notamment des cuirassés, des croiseurs, des destroyers et des dragueurs de mines. Chaque navire se voyait attribuer une série de cibles à l'intérieur des terres avec l'ordre de se battre en duel avec les batteries qui les engageaient. Les tirs allemands étaient précis jusqu'à 14 000 mètres, et dans certains cas, ils ont été capables d'encadrer et toucher les navires alliés.
Après le combat, les rapports alliés ont été convenus que l'aspect le plus efficace du bombardement était le feu fourni par les petits navires. Sous la direction des observateurs de l'armée, ces navires ont pu engager des cibles ponctuelles jusqu'à 1 800 m à l'intérieur des terres, ce qui s'est avéré inestimable pour fournir un soutien rapproché à l'infanterie alliée qui donnait l'assaut. En revanche, si les canons lourds de la force ont neutralisé 22 des 24 cibles qui leur étaient assignées, ils n'ont pu en détruire aucune et, par conséquent, les assauts de l'infanterie ont été nécessaires pour s'assurer que les canons ne puissent pas être réactivés.

## Contexte
Une fois que les commandants allemands ont compris que l'assaut allié en Normandie était l'invasion principale, ils ont cherché à limiter la progression alliée pendant qu'ils préparaient une contre-offensive. Afin de préserver les ressources navales, les schnellboote allemands basés à Cherbourg furent transférés à Saint-Malo. Quatre destroyers partis de Brest se dirigèrent vers Cherbourg pour accompagner les S-boote, mais ils ont été coulés ou mis hors service. Le 14 juin, les Allemands tentent d'empêcher les Alliés d'utiliser les principales installations portuaires de Cherbourg en bloquant, minant et démolissant le port. La violente tempête de la Manche qui a détruit le port artificiel Mulberry A a fait rage jusqu'au 22 juin. Les mouvements logistiques à terre sont temporairement paralysés, et les Alliés ont désespérément besoin du port de Cherbourg.

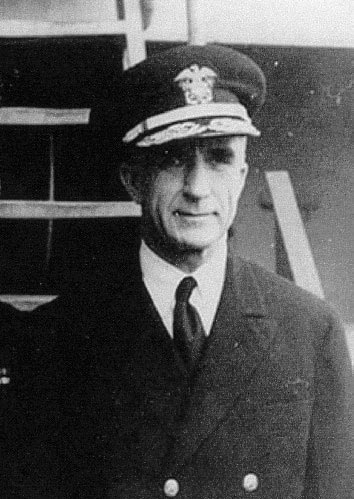
Amiral Morton Deyo Forces navales de bombardement
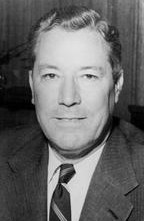
Général Quesada IX Army Air Force
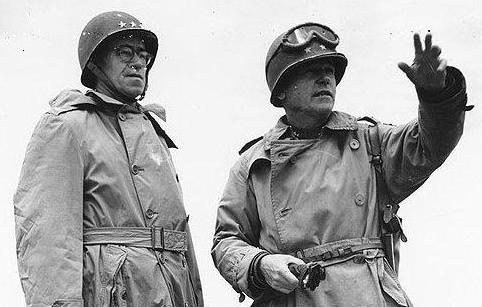
Général Omar Bradley, 1re armée (gauche) Général "Lightning Joe" Collins, VIIe corps

À partir du 18 juin, la péninsule du Cotentin est coupée par l'infanterie alliée, mais la ligne allemande est stabilisée et l'avance américaine est bloquée. La défense de Cherbourg repose sur une garnison de 40 000 hommes commandés depuis le 23 juin par le Generalleutnant Karl-Wilhelm von Schlieben. Hitler pensait que l'invasion alliée échouerait sans Cherbourg, et ordonna de la rendre imprenable, en lui accordant le statut de « forteresse » (Festung). Les forces terrestres américaines allaient perdre plus de 2 800 morts et 13 500 blessés en la conquérant.
Les Allemands avaient placé des canons côtiers dans Cherbourg et ses environs dans vingt batteries casematées - quinze étaient de 150 mm ou plus, et trois de 280 mm. Il y avait de nombreux canons de 75 et 88 mm, dont certains pouvaient être pointés vers l'intérieur des terres en vue de l'avancée de l'infanterie. Pour soutenir l'assaut terrestre, le contre-amiral Morton Deyo a commencé à élaborer un plan de bombardement naval le 15 juin mais, alors que la planification se poursuivait, une violente tempête a fait rage pendant trois jours dans la Manche, dispersant la force opérationnelle de Deyo en pleine mer et dans les ports britanniques. Elle se rassembla dans le port de Portland, dans le Dorset. Dans le Cotentin, l'avance du VIIe corps de l'armée américaine, après quelques progrès, fut bloquée par la résistance allemande. Le bombardement naval proposé a été compliqué par l'avance des 9e, 79e et 4e divisions qui les avait amenées à moins de deux kilomètres de la ville. En conséquence, l'opération de bombardement de la marine a été ramenée de trois heures à quatre-vingt-dix minutes sur des cibles précisément déterminées par l'armée.

## Force opérationnelle de bombardement
Pour soutenir l'avance des Alliés sur le Cotentin et leur assaut planifié sur les fortifications allemandes, une force opérationnelle de bombardement (Combined Task Force 129, 12e Flotte) est organisée le 25 juin 1944 sous le commandement du contre-amiral Morton Deyo, de l'US Navy. Le but est de supprimer les batteries côtières que les Allemands pourraient tourner sur l'infanterie en marche, et pour répondre aux appels de l'infanterie. La marine doit aussi se coordonner avec les bombardiers de l'armée de l'air pour interdire le réapprovisionnement en munitions et, lorsque l'infanterie se rapprocherait, de suivre les directives des avions d'observation.

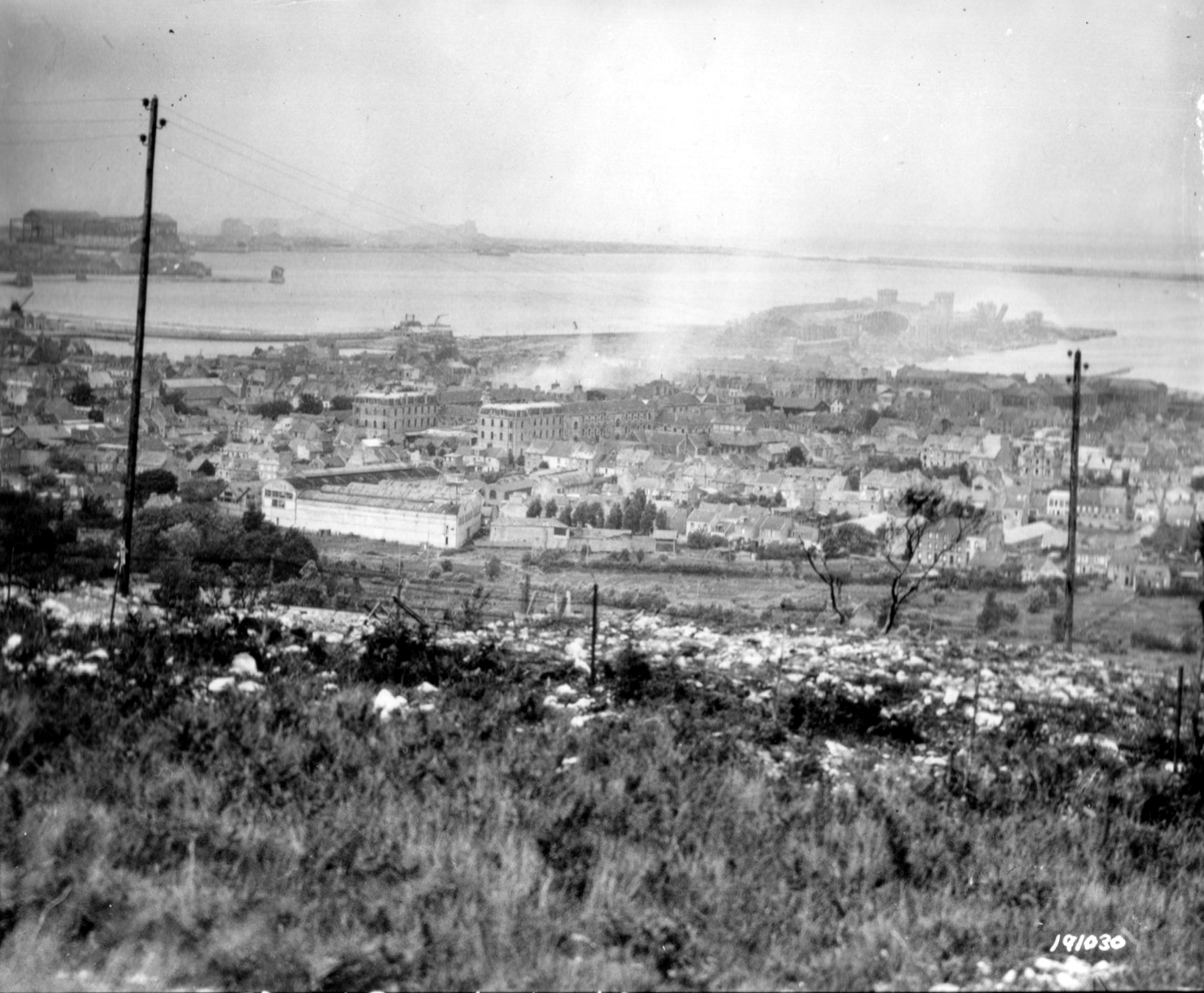
Port de Cherbourg depuis les terres
Carte du port et des forts de Cherbourg
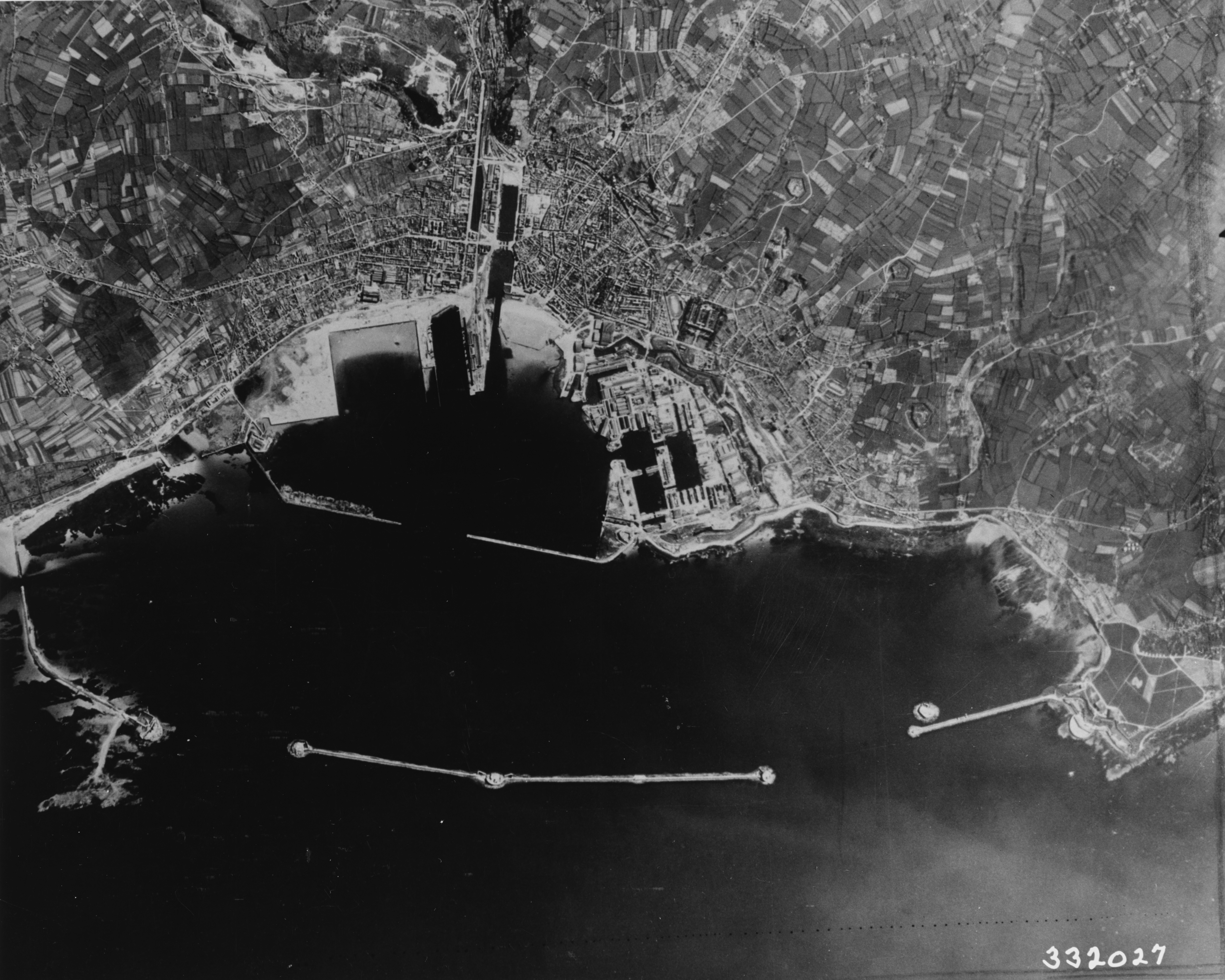
Vue aérienne de la rade de Cherbourg

### Groupes de bataille 1 et 2
La force opérationnelle est divisée en deux divisions.
Le groupe de combat 1, sous le commandement de Deyo, est chargé de bombarder Cherbourg, les forts de l'arrière-port et la zone située à l'ouest en direction de l'Atlantique. Il est composé du cuirassé USS Nevada, des croiseurs USS Tuscaloosa, USS Quincy, HMS Glasgow et HMS Enterprise, et de six destroyers : USS Ellyson, USS Hambleton, USS Rodman, USS Emmons, USS Murphy et USS Gherardi.
Le plus petit groupe de combat 2 du contre-amiral Carleton Fanton Bryant s'est vu attribuer la batterie Hamburg, qui est située à Fermanville, à l'intérieur des terres près du cap Levi, à 10 km à l'est de Cherbourg. Le Nevada du groupe 1 devait utiliser sa batterie principale pour faire taire ce qui était décrit comme « la plus puissante fortification allemande de la péninsule du Cotentin ». Le groupe de combat 2 devait ensuite achever sa destruction, et passer à l'ouest pour rejoindre le groupe de Deyo. Il est composé des cuirassés USS Texas, USS Arkansas et de cinq destroyers : à savoir les USS Barton, USS O'Brien, USS Laffey, USS Hobson et USS Plunkett.

### Soutien naval et aérien
Afin de dégager le chemin vers la côte pour la force d'intervention, la 7e flottille de dragueurs de mines américaine et la 9e flottille de dragueurs de mines britannique sont chargés de balayer les voies devant eux à la recherche de mines. Le canal "L" a été étendu au-delà de la zone utilisée pour le Débarquement le jour J le long des côtes est et nord de Cherbourg. Les dragueurs de mines ont été à plusieurs reprises sous le feu des batteries côtières au cours de leurs opérations. Pendant le bombardement, alors que les batteries étaient réduites au silence, les dragueurs de mines ont dégagé des chenaux du port jusqu'à la ligne des 10 brasses.
La IXe armée de l'air du général Quesada est chargée de fournir une couverture aérienne. Des avions supplémentaires ont assuré des patrouilles aériennes de lutte anti-sous-marine et de combat. Les Grumman TBF Avengers de l'aéronavale de la Royal Navy complètent l'écran anti-sous-marin supplémentaire de six destroyers britanniques et de la 159e flottille de dragueurs de mines britannique.

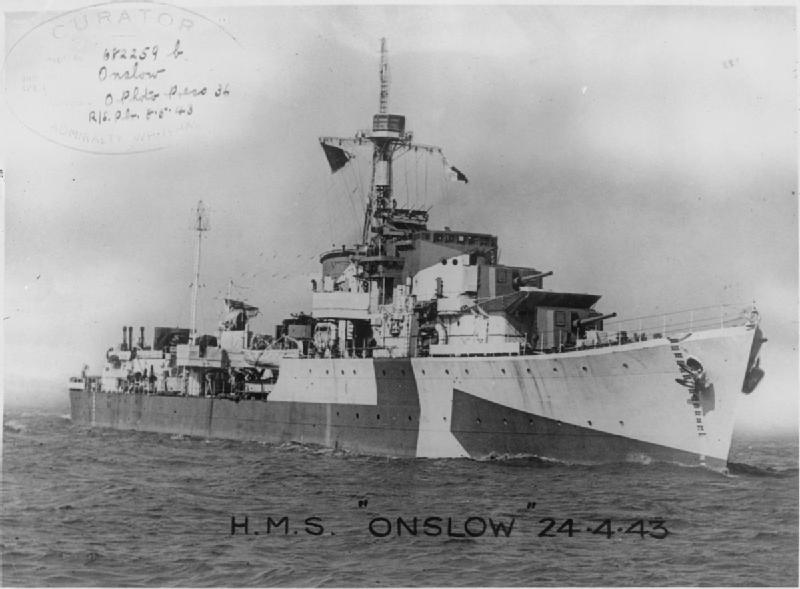
Les destroyers, comme le HMS Onslow, fournissent une couverture anti-sous-marine.
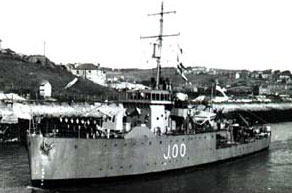
Les dragueurs de mines du groupe 1, comme le HMS Bangor, ont été les premiers à ouvrir le feu sur les positions allemandes.
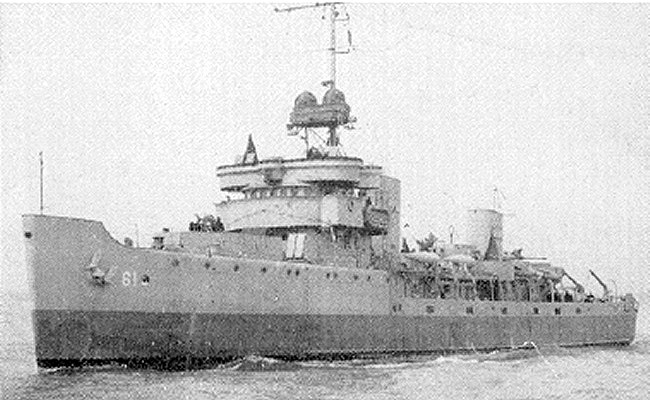
Les dragueurs de mines comme le USS Pheasant ont ouvert des couloirs pour les cuirassés.

### Mesures de contrôle de tir
En raison des inquiétudes soulevées par les commandants au sol avant l'attaque, les bombardements à longue distance ont été annulés et remplacés par des tirs à la demande. Les négociations inter-services ont fait de trois batteries des cibles réservées à la marine et toutes les batteries tirant sur les navires pouvaient être engagées. Les navires doivent avoir des avions d'observation au-dessus des cibles de Cherbourg. Lors des approches de navires de 9 h 40 à 12 h 0, ils ne doivent tirer que si on leur tirait dessus. Les frappes de soutien à l'infanterie sont assurées par l'aviation et la marine. Des P-38 Lightning de la IXe armée de l'air doivent assurer la patrouille aérienne de combat naval et des frappes des chasseurs-bombardiers doivent apporter le soutien rapproché à l'infanterie sur demande. Collins, commandant du VIIe corps, a pris des dispositions pour que des équipes de contrôle de tir à terre rejoignent les unités d'infanterie à l'approche des objectifs fortifiés allemands.
Pendant l'opération Neptune, la procédure opérationnelle standard pour les "Shore Fire Control Parties" (SFCP) prévoit neuf demandes par division d'infanterie. Un officier de liaison de tir naval est attaché au centre de contrôle de tir de chaque régiment et un officier naval de tir est attaché à chaque quartier général divisionnaire, responsable de toutes les équipes de tir à terre de sa division.
Chaque navire est doté d'un officier d'artillerie de l'armée pour maintenir à jour les informations sur la position des troupes alliées et pour déterminer s'il faut tirer sur une cible donnée à ce moment-là. L'officier de liaison de l'armée décide de la sécurité des tirs sur chaque cible, tandis que le « navire lui-même contrôle le feu ». Le SFCP observe la chute des tirs et corrigeait le tir avec un code horaire. Dans tous les cas, il était de la responsabilité du navire de déterminer si un tir donné mettrait en danger le personnel ou les positions des Alliés.
Les observateurs aériens opèrent par paires, l'un en tant qu'observateur, l'autre en tant qu'escorte, chacun étant capable d'effectuer les deux missions. Chaque paire pouvait communiquer entre elle et avec les mêmes navires. Chaque navire de bombardement avait la possibilité de communiquer avec toutes sortes de radios d'avions. La troisième méthode de contrôle des tirs impliquait une combinaison de communication air-sol-mer.

## Bombardement

### Phases initiales
À 9 h 40, le groupe 1 atteint la côte, à environ 15 milles (24 km) au nord de Cherbourg. Les principaux dragueurs de mines dégagent les canaux d'approche pour les deux groupes de combat, la colonne du groupe 2 se déplaçant parallèlement à plusieurs milles à l'est en direction de la pointe de Barfleur. Ils arrivent dans les zones d'appui-feu sans être touchés par des tirs allemands. À midi, la force d'intervention est dirigée vers les zones d'appui-feu à terre en suivant la vitesse de cinq nœuds des dragueurs de mines. Les premières salves allemandes venant de Querqueville, à l'ouest de Cherbourg, tombent alors parmi les flottilles de dragueurs de mines déployés. Quatre vedettes britanniques Fairmile type C déploient un écran de fumigènes pour les dragueurs de mines qui approchent. Le HMS Glasgow et le HMS Enterprise, avec l'aide des observateurs à bord de Spitfire, ripostent aux batteries allemandes. En seulement trente minutes, tous les dragueurs de mines avaient été pris sous le feu des batteries, mais aucun n'a été touché. Rappelés par Deyo, ils se sont mis hors de portée pour le reste de l'action.
À 9 h 55, le groupe 2 de Bryant entre alors dans sa zone d'opération. Les avions de repérage du Texas et de l'Arkansas étaient sur la cible, prêts à ouvrir le feu, dans l'attente du bombardement du Nevada pour neutraliser la batterie Hamburg. Le message flash de Deyo annulant cette manœuvre et lui ordonnant de rejoindre son groupe pour midi a surpris Bryant, qui doit alors passer dans le champ de tir de Hamburg.

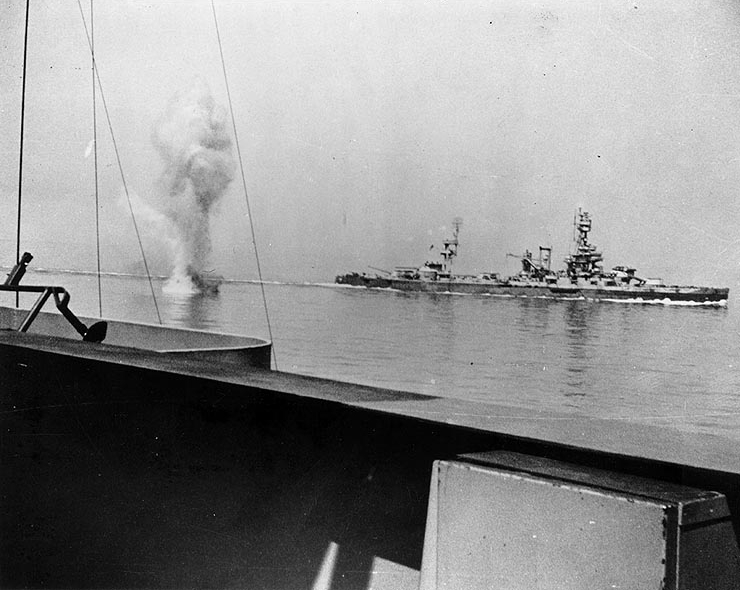
L' et l' attaquant les défenses allemandes de Cherbourg.

L'Arkansas établit un contact radio avec son équipe de contrôle de tir à terre et, à une distance de 16 000 m, ouvre le feu sur la batterie Hamburg, son système de contrôle de tir obsolète le contraignant à garder un cap stable et une vitesse lente. Le Texas ne parvient pas à communiquer avec son équipe à terre et reste donc en ligne avec les dragueurs de mines. Les salves de l'Arkansas ne font aucun dommage, de sorte que lorsque le groupe 2 entra dans l'arc de feu de la batterie, les canons allemands purent tirer. Les dragueurs de mines étaient tous à portée de tir et le destroyer Barton est percé par un ricochet d'une autre batterie qui a atterri dans sa chambre Diesel arrière. Elle riposte à la batterie révélée par ses tirs, sans avoir besoin de faire de repérage aérien ou terrestre. Tous les dragueurs de mines ont été éclaboussés par des quasi-coups au but. Le destroyer Laffey a pris un coup dans sa proue à bâbord, près de l'ancre. L'équipe de lutte contre les avaries l'a détachée et l'a jetée par-dessus bord.
Le tir est général sur Hamburg, qui devient masquée par les fumigènes. Le Texas est encadré par une salve de trois obus sur sa proue et vire à tribord tout juste à temps pour éviter une nouvelle salve de trois obus sur sa poupe. Ces coups, tombant à intervalles de 20 à 30 secondes, semblent provenir d'une autre batterie située à proximité de Hamburg qui, quant à elle, se focalisait sur les destroyers et dragueurs de mines. La passerelle du O'Brien est touchée par un obus, tuant 13 marins et en blessant 19 autres, détruisant notamment son radar.
À 12 h 20, les destroyers du groupe 1 font un écran de fumée pour protéger les navires lourds dans la zone de feu 3, puis se rapprochent de la côte pour tirer plus efficacement sur la batterie de Querqueville. Les tirs allemands se sont concentrés sur les HMS Glasgow et Enterprise, frappant le Glasgow à deux reprises. Après deux heures de duel, les quatre canons allemands ont été temporairement neutralisés. Des Spitfire, dont certains étaient pilotés par des aviateurs de l'aéronavale américaine, ont survolé la zone pendant 45 minutes au-dessus de leur cible. Seule la moitié d'entre eux ont pu atteindre la zone, les autres ont été repoussés par la DCA, ont fait demi-tour à cause d'un problème de moteur ou n'ont pas pu se rendre sur leurs objectifs. Peu après, le Texas est touché par un obus allemand de 280 mm, au niveau du sommet de la tour de contrôle blindée du navire. L'obus n'a pas pénétré le blindage mais a explosé, déchirant la passerelle. Le timonier du navire, en poste directement sous l'explosion, a été tué, première et dernière victime du combat à bord.
À 12 h 12, le premier appel de soutien est envoyé par les officiers de liaison du VIIe corps. Grâce à leurs indications, le Nevada et le Quincy détruisent la cible fortifiée en 25 minutes, au sud de Querqueville. Ils continuent avec des cibles d'opportunité pendant environ trois heures. Le Tuscaloosa était en train de répartir ses tirs entre les cibles lorsque la DCA a touché ses deux Spitfire et il est alors contraint de se retirer. Au cours de la première heure, l'Ellyson a identifié des tirs de batterie côtière près du village de Gruchy. Le destroyer Emmons a répondu aux tirs du fort de l'Est de la rade de Cherbourg, mais le temps que la cible soit réduite au silence, une batterie bien camouflée a commencé à tirer à proximité du navire, à une distance de 14 000 m. Le Rodman a alors largué du gaz fumigène, et l'Emmons s'est retiré.

### Extension du bombardement
À 13 h 20, dix minutes avant la fin prévue du bombardement, Deyo, voyant que la mission n'était pas accomplie, envoie un message au VIIe Corps : « Souhaitez-vous davantage de tirs ? Plusieurs batteries ennemies sont encore actives ». La batterie de Querqueville avait en effet repris vie et avait pris le Murphy sous le feu, encadrant le destroyer quatre fois en vingt minutes. Le Tuscaloosa vient à son secours, en tirant un coup direct. Son pont étant couvert d'éclats et d'éclaboussures provenant de quasi-coups au but, le Murphy s'esquive derrière un écran de fumée, rejoint par l'Ellyson et le Gherardi. Le Quincy tire pendant une demi-heure, puis le Nevada fait de nouveau taire la batterie. Plus tard, alors que le groupe de travail se retirait, la batterie a à nouveau ouvert le feu. La batterie près de Gruchy ouvre à nouveau le feu à son tour. Le HMS Glasgow et le Rodman ripostent mais les batteries de Cherbourg et des environs semblent capables de tirer avec précision sur tout navire se trouvant à moins de 14 000 m.

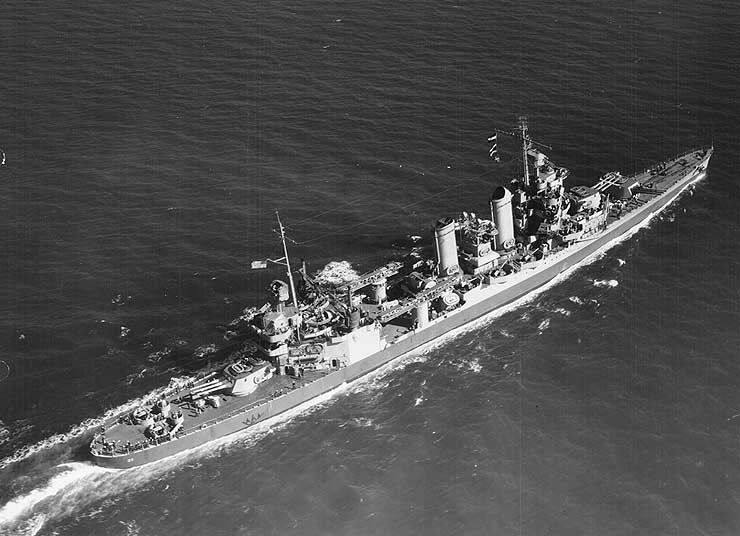
Le croiseur lourd USS Tuscaloosa tire avec précision sur les cibles indiquées par l'infanterie jusqu'à une distance de 15 000 m.
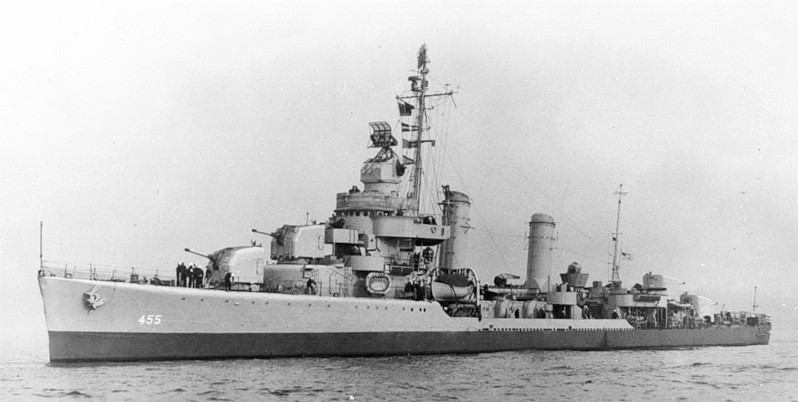
Les petits navires, comme le USS Hambleton, ont été les plus efficaces pour soutenir l'avancée des troupes à terre.

Grâce à la présence d'artilleurs de la Navy au sein des unités de l'armée de terre, les feux d'appui à l'infanterie pouvaient alors atteindre en toute sécurité les routes situées loin à l'intérieur des terres, faisant exploser les chars, les casemates et les emplacements des canons. Les batteries côtières allemandes, quant à elles, faisaient des tirs bien placés, brassant les mers avec des ratés de peu, rejetant les navires de Deyo hors de portée.
Dans le groupe 2, qui se dirige vers l'ouest pour rejoindre le groupe 1, le Texas manœuvre en permanence pour éviter les tirs  mais un obus allemand de 280 mm frappe la coque et se loge à côté de la couchette d'un marin, mais n'explose pas. À 13 h 35, l'un des canons de gros calibre de la batterie Hamburg est mis hors service par le Texas. Tout l'après-midi, le Texas et l'Arkansas continuent à tirer sur la batterie Hamburg et les batteries voisines à Fermanville. Lorsqu'ils reviennent dans le champ de tir, les cuirassés sont pris pour cible par les trois canons restants de la batterie Hamburg. Les deux navires s'esquivent alors, protégés par la fumée projetée par les deux destroyers.
À 14 h 2, le VIIe corps a répond à Deyo : « Merci beaucoup, nous vous serions reconnaissants de bien vouloir continuer jusqu'à 15 h. » Le VIIe corps était sur le point de s'introduire dans les rues de Cherbourg. Le  fort des Flamands, à l'intérieur de la rade de Cherbourg, dispose de huit canons de 88 mm et contient l'avancée d'un régiment de la 4e division américaine. Répondant à l'appel des troupes, le Hambleton commence à tirer, mais des obus de gros calibre de la batterie Hamburg tombent autour de lui. Il se retire, puis le Quincy parvient à faire taire le fort ciblé. Le Nevada se détourne de la batterie Hamburg et se joint à l'attaque des cibles situées à l'ouest de Cherbourg qui auraient pu se tourner vers la terre ferme, menaçant l'infanterie en marche. Pendant plus de vingt minutes, elle est encadrée à plusieurs reprises par les obus allemands, dont deux qui endommagent sa superstructure.
Une heure plus tard, à l'expiration du nouveau délai à 15 h fixé par Collins, Deyo ordonne le cessez-le-feu et se retire de la zone de bombardement. Le groupe 2 retourne à Portland, en Angleterre, à partir de 15 h 1.

## Conséquences
Le 29 juin, alors que la dernière résistance allemande à Cherbourg tombe, Collins écrit à Deyo, déclarant que le « bombardement naval des batteries côtières et des points d'appui autour de Cherbourg a eu d'excellents résultats et a beaucoup contribué à engager le feu de l'ennemi alors que nos troupes prenaient d'assaut Cherbourg par l'arrière ». Après une inspection des défenses portuaires, un officier de liaison de l'armée a signalé que les canons qui avaient été visés ne pouvaient pas être réactivés, et que ceux qui auraient pu être tournés vers la terre étaient toujours dirigés vers la mer lorsque la ville est tombée.
Si les informations obtenues auprès des prisonniers allemands parlent de la terreur qu'ils ont vécue lors du bombardement, rien ne prouve que les tirs des canons de la marine aient causé une grande destruction aux canons allemands. En raison de la non-destruction des canons, l'infanterie a dû être utilisée pour les capturer. Néanmoins, les tirs navals ont été efficaces pour neutraliser les batteries allemandes, désactivant 22 des 24 cibles qui leur avaient été assignées, et pendant le bombardement, il y a eu de longues périodes pendant lesquelles les positions des canons allemands se sont tues. Ceci a été plus tard attribué à l'effet démoralisant qu'ils ont eu sur les artilleurs allemands, plutôt qu'à un effet destructeur sur les canons. L'appui-feu fourni par les petits navires du groupe de travail s'est avéré plus efficace, et selon les rapports des Alliés après le bombardement, c'était l'aspect le plus efficace du bombardement.
Le volume des tirs a été important. Le commandant suprême des Alliés, le général Dwight D. Eisenhower, a écrit plus tard : « l'assaut final a été matériellement assisté par des tirs navals lourds et précis ». Von Schlieben rapporta au Generalfeldmarschall Erwin Rommel qu'une résistance supplémentaire avait été inutile en partie à cause du « feu nourri venant de la mer », tandis que l'amiral Theodor Krancke consigna dans son journal de guerre que l'une des causes de la chute de Cherbourg était un « bombardement naval d'une férocité jusqu'alors inégalée ». Selon les rapports allemands, le rideau de feu naval allié a été l'un de leurs atouts et, par moments, il pouvait être plus précis maintenu sur la cible, remplissant le rôle d'une arme d'artillerie flottante. Les rapports abordent également le rôle des navires alliés plus petits, en remarquant qu'ils disposaient d'une puissance de feu qu'il ne fallait pas sous-estimer : « un torpilleur […] avait la puissance de feu d'une batterie d'obusiers, un destroyer celle d'une batterie d'artillerie ». Les rapports comparent ensuite un croiseur à un régiment d'artillerie et affirment que les cuirassés équipés de canons de 38 à 40 cm n'ont pas d'équivalent dans la guerre terrestre, et ne peuvent être égalés que « par une concentration inhabituelle de batteries très lourdes ».
Les rapports allemands ont déclaré que les troupes alliées avaient un « avantage particulier » par rapport aux formations navales qui offraient la mobilité nécessaire pour concentrer l'artillerie sur n'importe quel point du champ de bataille, puis changer leur emplacement en fonction des besoins du combat. Les forces navales anglo-américaines ont fait « le meilleur usage possible de cette opportunité ». Une seule batterie côtière pouvait se retrouver à plusieurs reprises avec « une puissance de feu supérieure assez extraordinaire ». Une formation de plusieurs types de navires de guerre concentrait le tir sur les batteries lorsqu'elles étaient au centre du combat, créant ainsi un « parapluie de feu (Feuerglocke) ». Le Generalfeldmarschall Gerd von Rundstedt a évalué le feu naval allié comme étant « souple et bien dirigé dans leur appui aux troupes terrestres, allant du cuirassé à la canonnière, comme une artillerie rapidement mobile et constamment disponible, en certains points, comme défense contre nos attaques ou comme appui aux attaques [alliées] ». Il a ajouté qu'ils étaient habilement dirigés par des observateurs aériens et terrestres, et que l'artillerie navale alliée avait une grande capacité de tir rapide.
Les batteries allemandes n'ont pas réussi à sérieusement endommager ou couler les navires de la force opérationnelle. Les navires ont pu maintenir leurs positions dans des couloirs minés pour la plupart, et les contre-mesures comprenaient l'utilisation de fumée, le brouillage des radars allemands et des tirs de contre-batterie efficaces. Néanmoins, la doctrine navale américaine a été modifiée après l'opération. Une plus grande attention a été accordée à la réalisation de tirs efficaces à longue portée. Selon l'amiral Bertram Ramsay, commandant en chef de la Force navale expéditionnaire alliée, si les artilleurs allemands n'avaient pas été gênés par des munitions défectueuses, « ils auraient très bien pu infliger de lourds dommages aux navires alliés à une distance relativement proche ». Avant juin 1944, les principales expériences de la marine américaine pendant la guerre avaient eu lieu en Méditerranée et dans le Pacifique. Selon l'historien naval Samuel Morison, ces expériences avaient conduit à l'hypothèse que les systèmes modernes de conduite de tir sur les navires américains leur permettaient de se rapprocher et de vaincre les batteries côtières à volonté. Mais en Méditerranée, les batteries côtières n'avaient pas été « bien et résolument » servies par leurs artilleurs, et les artilleurs japonais de la défense côtière étaient insuffisamment formés. À la suite de l'opération de Cherbourg, Morison conclut que, même avec les directions de tir modernes, un canon casematé est « extrêmement difficile à détruire par un tir direct pour un navire de guerre à manœuvre rapide, bien qu'une pluie de salves autour de la position de défense côtière fasse temporairement taire les canons ». Le rapport de Deyo recommandait qu'un bombardement à longue portée avec repérage par avion est nécessaire pour faire taire les batteries casematées, indiquant qu'un bon repérage aérien ou des équipes à terre sont nécessaires pour un bombardement naval efficace, surtout lorsque de forts courants ajoutent aux problèmes de navigation d'une force opérationnelle sous le feu précis d'une batterie à terre.